# فهرست گورستان‌های ایران
فهرست گورستان‌های ایران
- گورستان ابن‌بابویه - (شهرری) تهران
- گورستان امامزاده عبدالله - (شهرری) تهران
- گورستان امامزاده ابراهیم - (ملارد) تهران
- گورستان دولاب (غیر ایرانی ها) - تهران
- گورستان بهشتیه (یهودی ها) - تهران
- گورستان گیلیارد (یهودی ها) - (دماوند) تهران
- گورستان بوارستان (مسیحی ها) - (خاوران) تهران
- گورستان پروتستان تهران (مسیحی ها) - (جاده قدیم قم) تهران
- گورستان جنگ تهران - (باغ قلهک) تهران
- گورستان ظهیرالدوله - (تجریش) تهران
- گورستان خاوران - تهران
- آرامستان بهشت زهرا - تهران
- گورستان امامزاده طاهر کرج - کرج
- گورستان سرحد آباد - کرج
- آرامستان بهشت سکینه - کرج
- گورستان بهشت فاطمه - قزوین
- گورستان نوبلی (کهنه قبرستان) - قزوین
- گورستان زیاران - زیاران - آبیک - قزوین
- گورستان تخت فولاد - اصفهان
- آرامستان باغ رضوان- اصفهان
- گلستان شهدا - اصفهان
- گورستان میرعماد (گورت) - اصفهان
- گورستان امامزاده سید محمد - اصفهان
- گورستان یهودیان پیربکران استراخاتون (پیربکران) - اصفهان
- گورستان ارامنه اصفهان (جلفای اصفهان)
- بهشت رضا - مشهد
- بهشت رضوان - مشهد
- آرامستان خواجه ربیع مشهد
- قبرستان تازه آباد - رشت
- قبرستان سلیمان داراب - رشت
- قبرستان آقا سید عباس - جاده لاکان رشت
- گورستان خاموشی - فردوس
- گورستان مقبره
- گورستان بهشت احمدی _‌‌شیراز
- گورستان دارالرحمه - شیراز
- وادی رحمت - تبریز
- مقبرةالشعرا - تبریز
- گورستان شیخان - قم
- گلزار شهدای قم - قم
- قبرستان نو - قم
- خلد برین - یزد
- آرامستان ارامنه - مشهد
- گورستان باغ فردوس - کرمانشاه
- گورستان مسیحیان - کرمانشاه
- بهشت زهرا - سراب
- امامزاده بزرگ - سراب
- بهشت محمد رسول الله  (زاهدان)

## نگارخانه گورستان های ایران

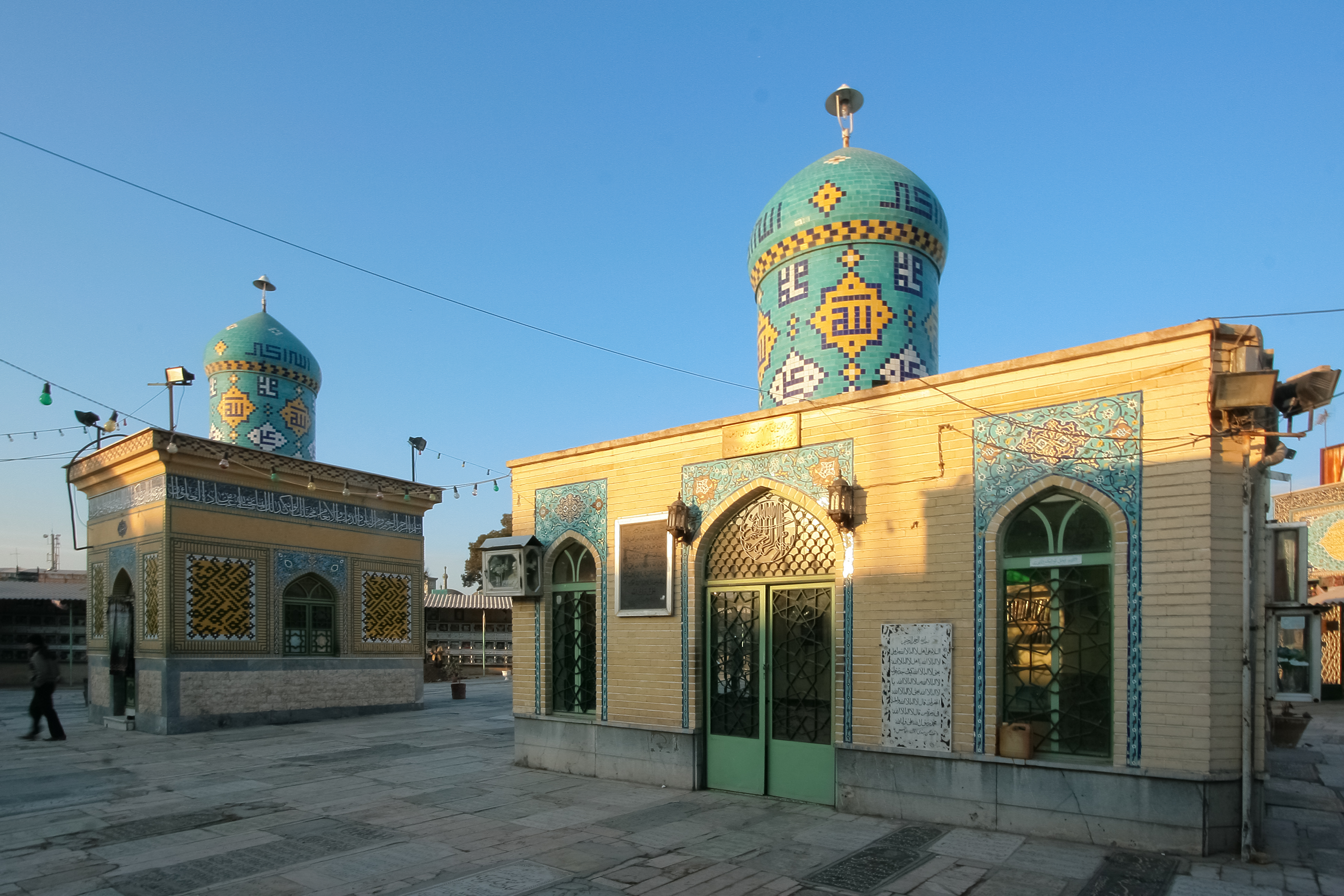
گورستان شیخان در شهر قم
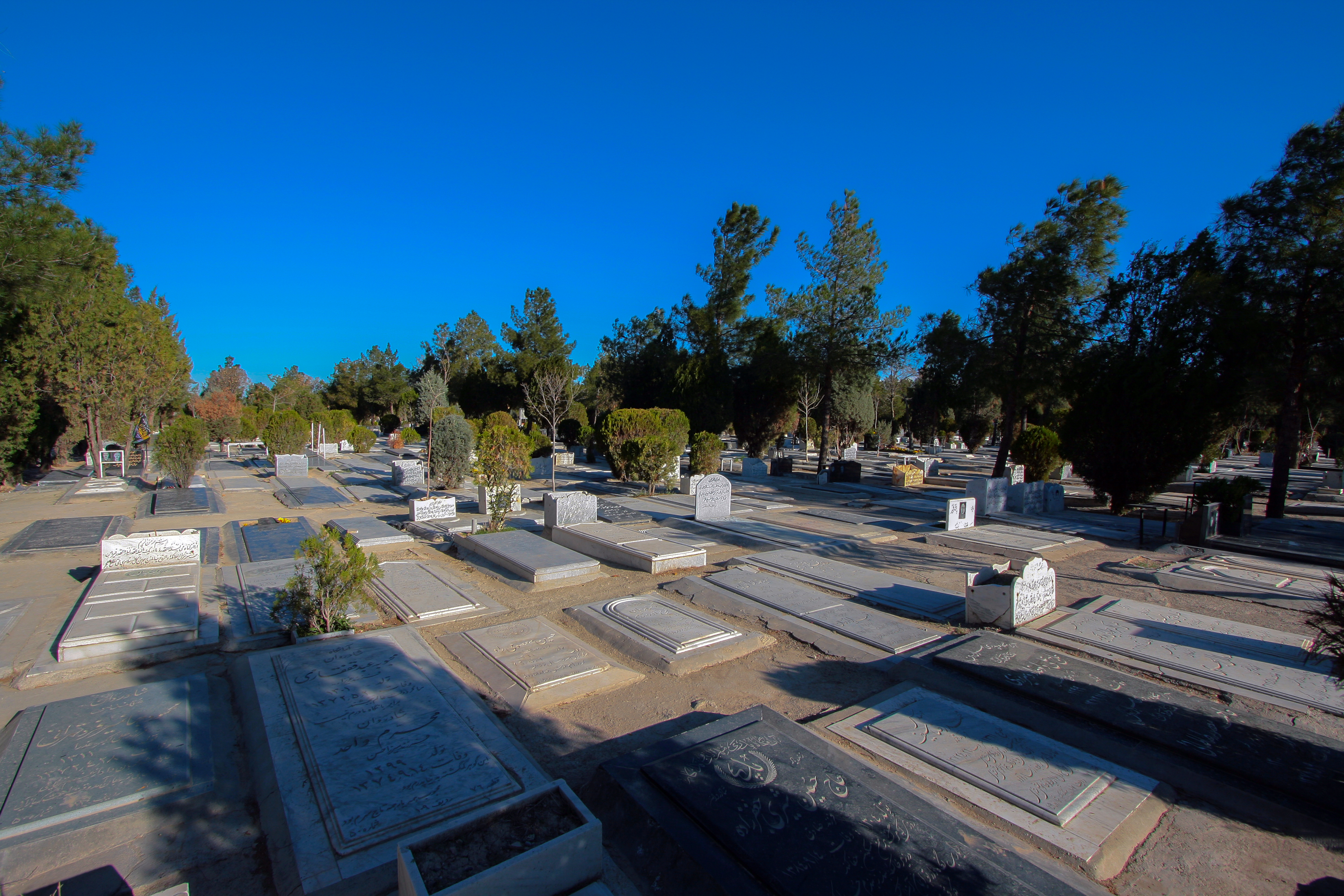
بهشت زهرا تهران
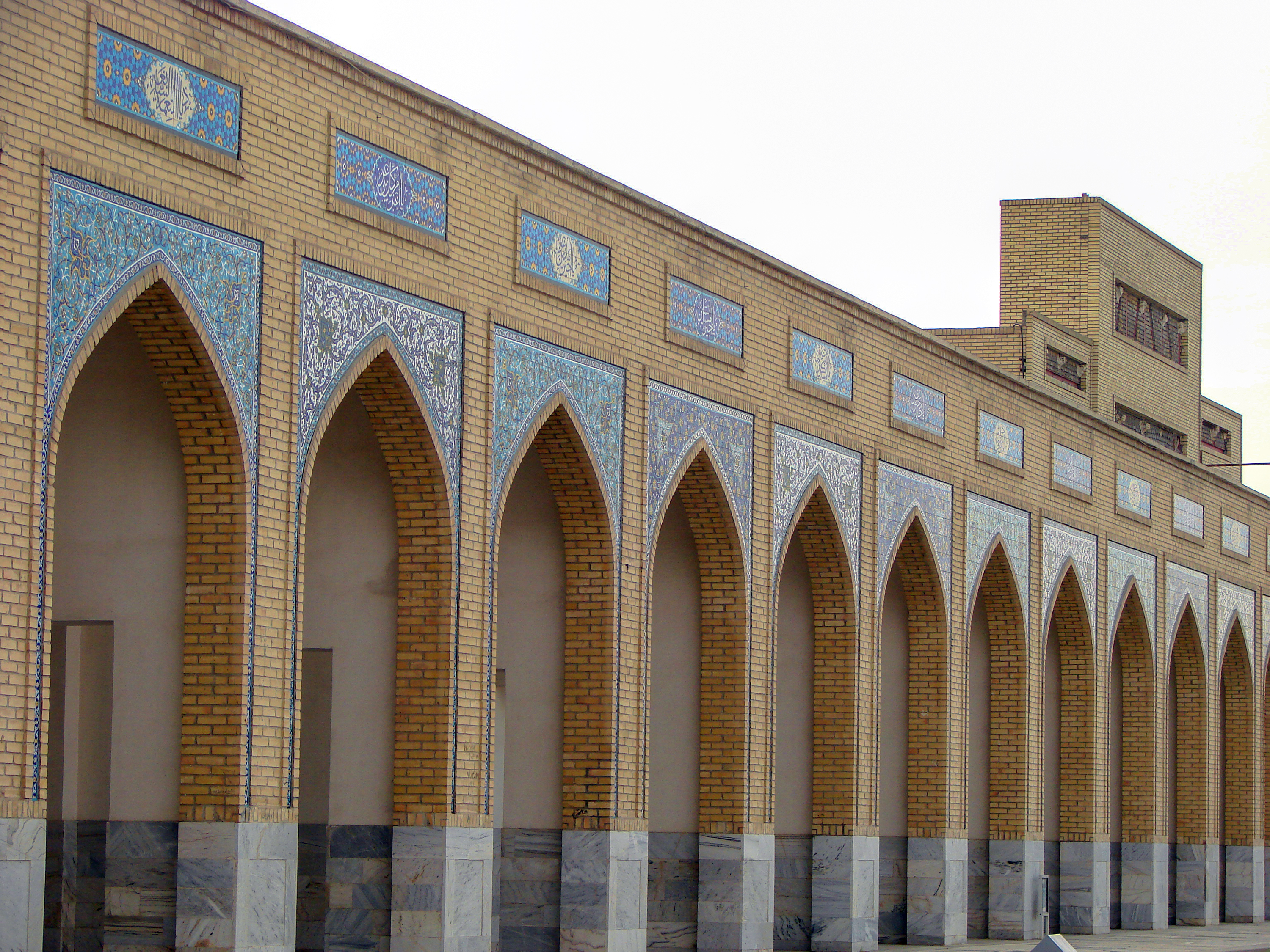
آرامگاه های خانوادگی در قبرستان خواجه ربیع کلانشهر مشهد
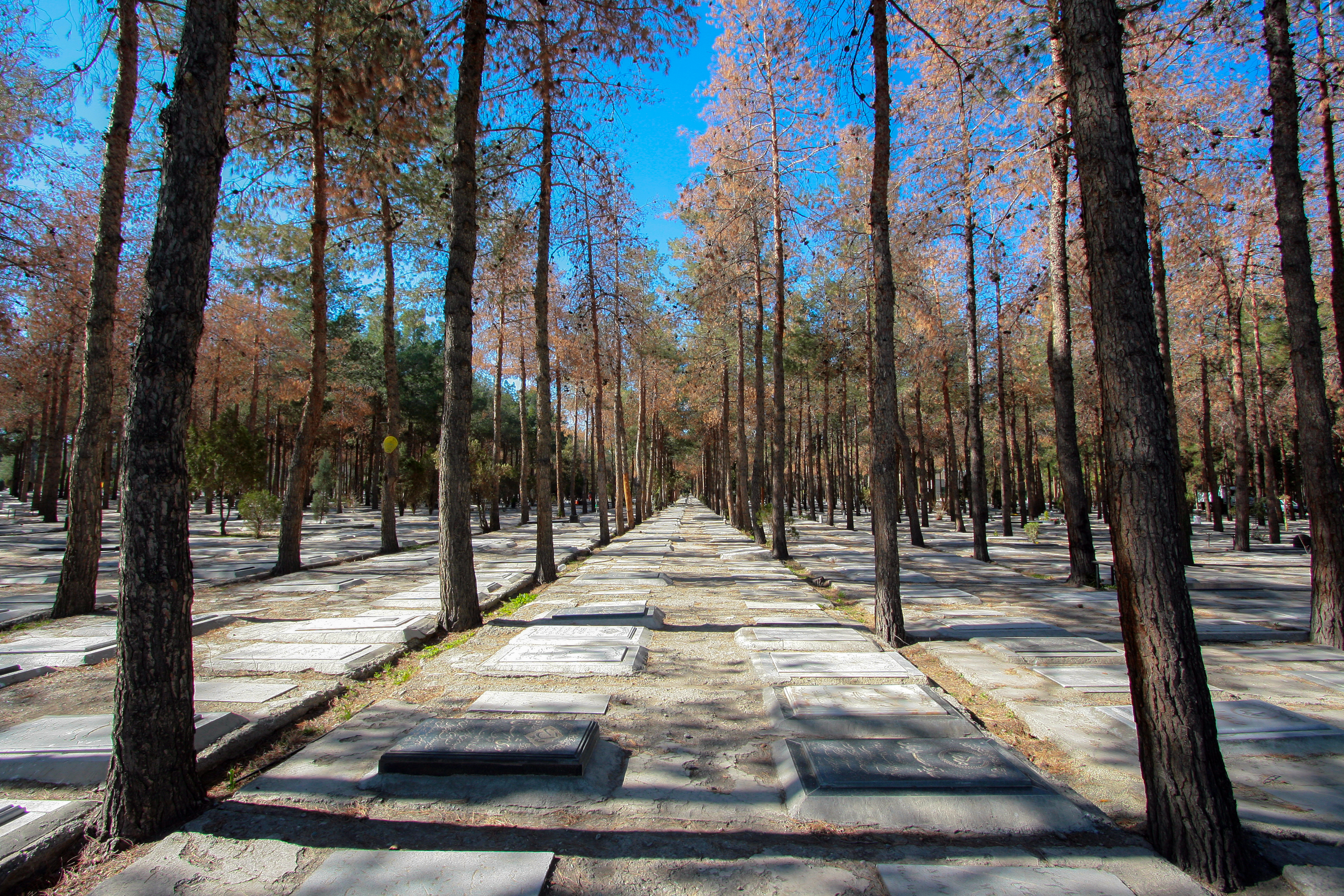
اولین قطعات ساخته شده بهشت زهرا در کلانشهر تهران

- مشارکت‌کنندگان ویکی‌پدیا. «List of cemeteries in Iran». در دانشنامهٔ ویکی‌پدیای انگلیسی، بازبینی‌شده در ۱ مه ۲۰۱۶.